# Юнацька збірна Ісландії з футболу (U-17)
Юнацька збірна Ісландії з футболу (U-17) — національна футбольна збірна Ісландії, що складається із гравців віком до 17 років. Керівництво командою здійснює Футбольна асоціація Ісландії. До зміни формату юнацьких чемпіонатів Європи у 2001 році функціонувала як збірна до 16 років.
Головним континентальним турніром для команди є Юнацький чемпіонат Європи з футболу (U-17), успішний виступ на якому дозволяє отримати путівку на Чемпіонат світу (U-17). Також може брати участь у товариських і регіональних змаганнях.

## Юнацький чемпіонат Європи (U-17)
| Рік    | Результат                | І                        | В                        | Н                        | П                        | Г+                       | Г-                       | GD                       |                          |
| ------ | ------------------------ | ------------------------ | ------------------------ | ------------------------ | ------------------------ | ------------------------ | ------------------------ | ------------------------ | ------------------------ |
| 2002   | відбірковий раунд        | відбірковий раунд        | відбірковий раунд        | відбірковий раунд        | відбірковий раунд        | відбірковий раунд        | відбірковий раунд        | відбірковий раунд        | відбірковий раунд        |
| 2003   | перший відбірковий раунд | перший відбірковий раунд | перший відбірковий раунд | перший відбірковий раунд | перший відбірковий раунд | перший відбірковий раунд | перший відбірковий раунд | перший відбірковий раунд | перший відбірковий раунд |
| 2004   | другий відбірковий раунд | другий відбірковий раунд | другий відбірковий раунд | другий відбірковий раунд | другий відбірковий раунд | другий відбірковий раунд | другий відбірковий раунд | другий відбірковий раунд | другий відбірковий раунд |
| 2005   | перший відбірковий раунд | перший відбірковий раунд | перший відбірковий раунд | перший відбірковий раунд | перший відбірковий раунд | перший відбірковий раунд | перший відбірковий раунд | перший відбірковий раунд | перший відбірковий раунд |
| 2006   | перший відбірковий раунд | перший відбірковий раунд | перший відбірковий раунд | перший відбірковий раунд | перший відбірковий раунд | перший відбірковий раунд | перший відбірковий раунд | перший відбірковий раунд | перший відбірковий раунд |
| 2007   | 8-е                      | 3                        | 0                        | 0                        | 3                        | 1                        | 10                       | -9                       |                          |
| 2008   | перший відбірковий раунд | перший відбірковий раунд | перший відбірковий раунд | перший відбірковий раунд | перший відбірковий раунд | перший відбірковий раунд | перший відбірковий раунд | перший відбірковий раунд | перший відбірковий раунд |
| 2009   | перший відбірковий раунд | перший відбірковий раунд | перший відбірковий раунд | перший відбірковий раунд | перший відбірковий раунд | перший відбірковий раунд | перший відбірковий раунд | перший відбірковий раунд | перший відбірковий раунд |
| 2010   | перший відбірковий раунд | перший відбірковий раунд | перший відбірковий раунд | перший відбірковий раунд | перший відбірковий раунд | перший відбірковий раунд | перший відбірковий раунд | перший відбірковий раунд | перший відбірковий раунд |
| 2011   | другий відбірковий раунд | другий відбірковий раунд | другий відбірковий раунд | другий відбірковий раунд | другий відбірковий раунд | другий відбірковий раунд | другий відбірковий раунд | другий відбірковий раунд | другий відбірковий раунд |
| 2012   | 7-е                      | 3                        | 0                        | 1                        | 2                        | 2                        | 4                        | -2                       |                          |
| 2013   | перший відбірковий раунд | перший відбірковий раунд | перший відбірковий раунд | перший відбірковий раунд | перший відбірковий раунд | перший відбірковий раунд | перший відбірковий раунд | перший відбірковий раунд | перший відбірковий раунд |
| 2014   | другий відбірковий раунд | другий відбірковий раунд | другий відбірковий раунд | другий відбірковий раунд | другий відбірковий раунд | другий відбірковий раунд | другий відбірковий раунд | другий відбірковий раунд | другий відбірковий раунд |
| 2015   | другий відбірковий раунд | другий відбірковий раунд | другий відбірковий раунд | другий відбірковий раунд | другий відбірковий раунд | другий відбірковий раунд | другий відбірковий раунд | другий відбірковий раунд | другий відбірковий раунд |
| 2016   | другий відбірковий раунд | другий відбірковий раунд | другий відбірковий раунд | другий відбірковий раунд | другий відбірковий раунд | другий відбірковий раунд | другий відбірковий раунд | другий відбірковий раунд | другий відбірковий раунд |
| 2017   | перший відбірковий раунд | перший відбірковий раунд | перший відбірковий раунд | перший відбірковий раунд | перший відбірковий раунд | перший відбірковий раунд | перший відбірковий раунд | перший відбірковий раунд | перший відбірковий раунд |
| 2018   | другий відбірковий раунд | другий відбірковий раунд | другий відбірковий раунд | другий відбірковий раунд | другий відбірковий раунд | другий відбірковий раунд | другий відбірковий раунд | другий відбірковий раунд | другий відбірковий раунд |
| 2019   | 12-е                     | 3                        | 1                        | 0                        | 2                        | 6                        | 8                        | -2                       |                          |
| 2020   | не визначено             | не визначено             | не визначено             | не визначено             | не визначено             | не визначено             | не визначено             | не визначено             | не визначено             |
| Усього | 9/37                     | 27                       | 4                        | 2                        | 21                       | 24                       | 57                       | -33                      |                          |